# تحضرية

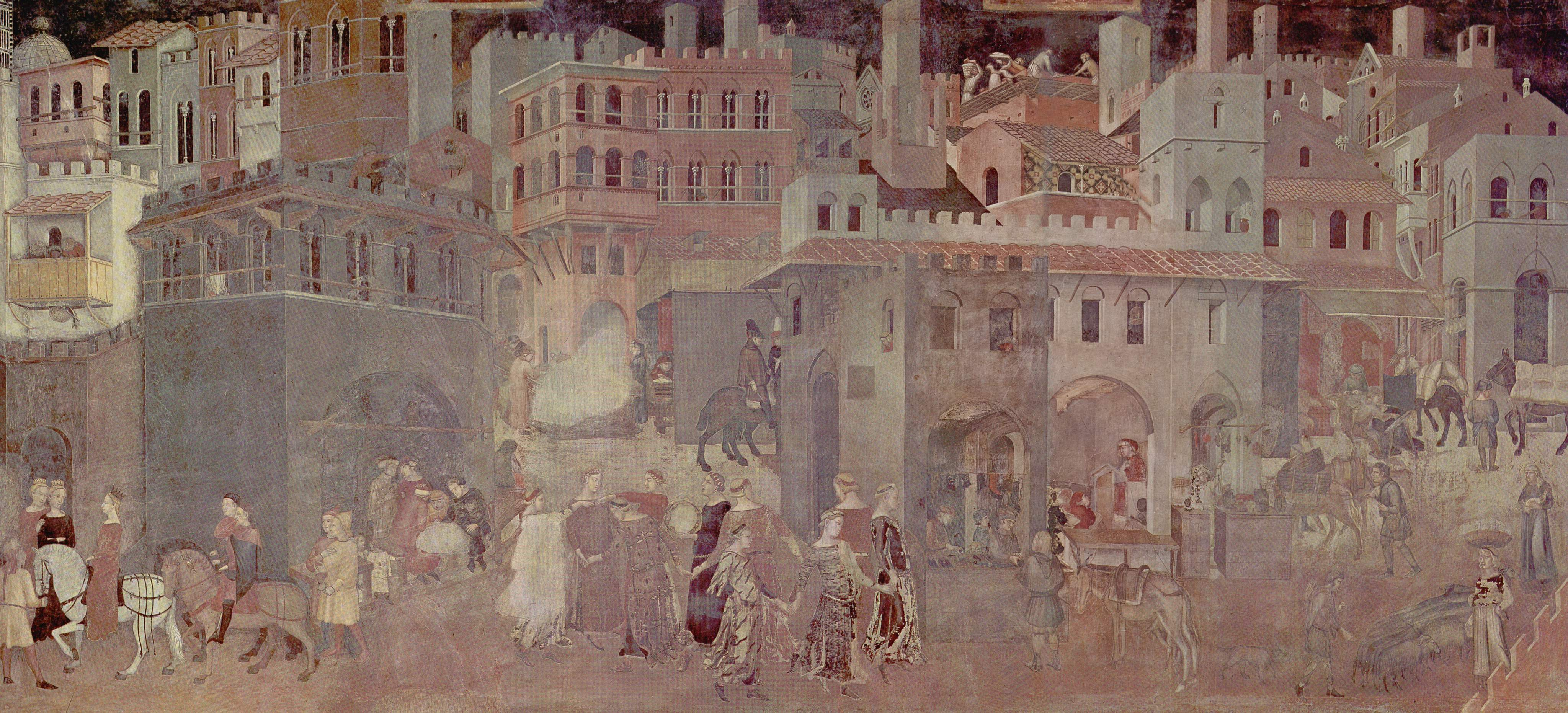

التحضر يشير إلى الخصائص والسمات الشخصية والآراء المرتبطة بالمدن والمناطق الحضرية. يشار أيضًا إلى الأشخاص المتصفين بالتحضر بأنهم مُتمدينون. ترتبط هذه الكلمة بالكلمة اللاتينية urbanitas (الاحترام)التي تدل على الرقي والأناقة، على العكس من الكلمة rusticus (الريفي)، المرتبطة بالريف. وتشير أصلاً في اللغة اللاتينية إلى رؤية العالم من وجهة نظر روما القديمة. لقد تم أخذ الاسم حضري كاسم بابوي بواسطة تسع بابوات، وأشار إلى موقع الكرسي البابوي في الفاتيكان في روما ووضع البابا كأسقف روما. الكلمة مؤدب لها نفس المعنى؛ قاموس أوكسفورد الإنجليزي أشار أن علاقة الكلمة مؤدب بالكلمة متحضر مشابهة لعلاقة الكلمة إنساني بالكلمة إنسان. 
في اللغة، لا يزال التحضر يعني ضمنيًا الأسلوب اللطيف المثقف الخالي من الألفاظ البربرية وغيرها من الألفاظ غير الملائمة. في العصور القديمة، ازدهرت مدارس البلاغة في نطاق المدن الكبيرة فقط، التي يتوافد إليها الطلاب المتميزين من المدن الصغيرة لاكتساب التهذيب.

## المفاهيم الحديثة
- لويس مومفورد
- هنري ليفيفر

## وصلات خارجية
- Urbanity: a historical perspective
- Sixth International Conference on Urban History: Power, Knowledge and Society in the City, Edinburgh September 5 - 7, 2002
- Urbanity Dance Project: Boston-based Contemporary Dance Company